# St Ippolyts
St Ippolyts – wieś w Anglii, w hrabstwie Hertfordshire, w dystrykcie North Hertfordshire. Leży 20 km na północny zachód od miasta Hertford i 48 km na północ od centrum Londynu. Miejscowość liczy 2014 mieszkańców.